# Georg von Gayl
Georg Gustav baron von Gayl (né le 25 février 1850 à Berlin et mort le 3 mai 1927 à Stolp) est un général d'infanterie prussien pendant la Première Guerre mondiale. De 1913 à 1917, il est également vice-président exécutif de la Société coloniale allemande.

## Biographie

### Origine
Georg von Gayl (de) est issu d'une ancienne famille de militaires qui a produit un grand nombre d'officiers prussiens de haut rang. Il est le fils du général d'infanterie Wilhelm von Gayl (1814-1879) et de sa femme Elise Pauline Friederike Ulrike, née von Dassel (de) (1820-1899). Un de ses ancêtres, Otto Wilhelm Ernst von Gayl, a été décoré de l'ordre Pour le Mérite par le roi Frédéric-Guillaume III de Prusse le 25 août 1810.

### Carrière militaire
Gayl est élevé dans la maison de ses parents, étudie dans un collège et un lycée, puis est diplômé de diverses maisons de cadets. Il est intégré le 12 avril 1869 comme sous-lieutenant au 96e régiment d'infanterie de l'armée prussienne à Gera. Avec cette unité, Gayl participe aux batailles de Beaumont, Sedan, Saint-Quentin et Pierrefitte et au siège de Paris lors de la guerre contre la France en 1870/71. Pour ses réalisations, il reçoit la croix de fer de 2e classe.
Du 1er juillet 1871 au 1er janvier 1872, Gayl est adjudant du 3e bataillon, puis adjudant du régiment jusqu'au 30 septembre 1873. Il est ensuite affecté à l'Académie de guerre du 1er octobre 1873 à juillet 1876. Le 30 avril 1877, Gayl reçoit sa promotion au grade de premier lieutenant et est muté le 11 décembre de la même année à Coblence en tant qu'adjudant de la 30e brigade d'infanterie. Après un an et demi de service, Gayl est affecté à l'état-major général à Berlin. Il y reste trois ans avant d'être muté à Francfort-sur-l'Oder dans le 8e régiment de grenadiers du Corps. En même temps que sa promotion au grade de capitaine, il prend en charge la 3e compagnie du régiment en tant que chef. Gayl reste dans cette fonction jusqu'au 3 décembre 1884, puis passe brièvement au Grand État-major général et ensuite à l'État-major général du 10e corps d'armée. Le 20. Le 1er mai 1886, Gayl est promu à l'état-major général de la 8e division d'infanterie en tant que premier officier d'état-major général et après trois ans dans la même fonction à l'état-major général du 9e corps d'armée. Entre-temps, il est devenu major le 22 mars 1889. En tant que tel, Gayl devient le 26 novembre 1892 commandant du 2e bataillon du 76e régiment d'infanterie. Après sa promotion le 14 mai 1894 au grade de lieutenant-colonel, Gayl passe le 18 août 1894 à l'état-major du régiment. Gayl est ensuite muté une nouvelle fois le 27 janvier 1894 au 9e corps d'armée, où il exerce à partir de cette date les fonctions de chef d'état-major général.
Gayl reçut un honneur particulier lorsqu'il fut commandé en tant que chef d'état-major de la division de l'armée de l'Est pour les manœuvres impériales entre la Silésie et la Saxe le 28 mai 1896. Les manœuvres impériales sont le point culminant militaire annuel de l'année. L'empereur Guillaume II participe à cette manœuvre qui dure plusieurs jours, non seulement en tant que visiteur, mais aussi en tant qu'acteur auprès des corps d'armée. Le 25 novembre 1898, le colonel (depuis le 22 mars 1897) est nommé commandant du 27e régiment d'infanterie à Halberstadt. Gayl est relevé de ce commandement le 22 juillet 1900 et est brièvement chargé de remplacer le commandant de la 74e brigade d'infanterie (de) à Marienbourg.
Avec effet au 12 août 1900, Gayl est promu au rang de général de division et nommé quartier-maître du haut commandement de l'armée en Asie de l'Est (de) sous les ordres du maréchal Alfred von Waldersee. Parallèlement, il est également président du comité d'administration de la ville de Pékin du 5 décembre 1900 au 26 avril 1901. Nommé ensuite chef d'état-major général du haut commandement de l'armée en Asie de l'Est, Gayl participe pendant la révolte des Boxers à l'opération navale de Shanhaikwan, aux expéditions à Paotingfu, Itschou, Heiling près de la Grande Muraille de Chine, Kalgan et contre Houlu, et aux batailles de Chingkwan et Ankiachwang. Guillaume II lui décerne l'ordre de l'Aigle rouge de 2e classe pour ses services en Chine avec feuilles de chêne et épées. Après la fin de sa mission et la dissolution du commandement de l'armée, Gayl est transféré le 21 juin 1901 aux officiers de l'armée.
Le 6 août 1901, Gayl est réintégré dans l'armée prussienne et le 18 décembre, il est nommé commandant de la 14e brigade d'infanterie à Halberstadt. Son ancien régiment est également subordonné à cette brigade et il commande cette grande unité jusqu'à sa mutation le 27 janvier 1903 au Grand état-major général. Gayl y occupe le poste de quartier-maître, et, à partir du 18 mai 1903, celui de chef d'état-major de la 1re inspection de l'armée (de) à Dantzig. Après avoir été promu lieutenant-général le 24 avril 1904, Gayl devient commandant de la 21e division d'infanterie à Francfort-sur-le-Main le 13 février 1906. Il exerce ce commandement pendant deux ans et est mis à disposition le 5 mars 1908 avec le caractère de général d'infanterie et la pension légale.
Le 13 septembre 1912, Gayl est autorisé à porter l'uniforme du 27e régiment d'infanterie.
En 1912, il est nommé à la Chambre des seigneurs de Prusse. Gayl voyage beaucoup et visite les colonies et protectorats allemands à plusieurs reprises. Il donne de nombreuses conférences en Empire allemand sur ses expériences et ses observations. En 1913, il devient vice-président exécutif de la Société coloniale allemande.
Lors de la mobilisation du 1er août 1914, Gayl se met à disposition, est appelé et est tout d'abord utilisé comme commandant supérieur de réserve. Le 20 août 1914, il est nommé commandant de la 10e division de remplacement (de) nouvellement créée, affectée à la 10e armée, avec laquelle il participe à la bataille de Lorraine du 20 au 21 août 1914. Plus tard dans l'année, de durs combats suivent entre la Meuse et la Moselle au fil de l'année, avant que la division ne passe à la guerre des tranchées à Flirey. En 1916, l'unité est déployée à la bataille de la Somme, remplacée pour cause de fatigue et relocalisée en Champagne. De là, elle combat dans la guerre des tranchées devant Verdun, qui dure plusieurs mois, puis participe à la bataille de l'Aisne.
Gayl est rappelé de son poste le 24 mai 1917 et mis à disposition par l'armée en tant qu'officier. Le 20 août 1917, on lui confie le commandement de la 13e division de Landwehr, située dans la ligne Siegfried. Bien que l'unité n'ait que le statut d'une division de position en raison de son équipement et de son articulation, elle participe à partir du 21 mars 1918 à la bataille de percée de Saint-Quentin-Le Fére. Elle réussit à franchir l'Oise et à repousser l'ennemi jusqu'au canal de Crozat et à Chauny. Pour la performance de la division, Gayl reçoit l'ordre Pour le Mérite le 8 mai 1918. Au cours de la dernière année de guerre, Gayl commande sa division, entre autres, à l'assaut du Chemin des Dames et, en dernier lieu, dans la plaine de la Woëvre.
Après l'armistice, la division rentre chez elle, où elle est démobilisée et dissoute. Gayl quitte alors le service militaire le 2 décembre 1918 et est définitivement mis à la retraite.

### Vie privée
Gayl et Erna Franziska Eugenie von Puttkamer (née en 1873) se sont mariés.

## Récompenses (à partir de mai 1907)
- Étoile de l'ordre de la Couronne de 2e classe[6]
- Première classe de l'ordre d'Henri le Lion avec épées[6]
- Croix d'honneur de Schwarzbourg de 1re classe[6]
- Grand-croix de l'ordre de la Maison ernestine de Saxe avec épées[6]
- Commandeur de l'ordre de la Couronne de Wende[6]
- Grand-Croix de l'ordre du Griffon[6]
- Croix du mérite militaire du Mecklembourg de 2e classe[6]
- Commandant de 1re classe de l'ordre d'Albert avec épées[6]
- Commandeur de l'ordre de la Couronne de Wurtemberg avec épées[6]